# (21989) Werntz
(21989) Werntz est un astéroïde de la ceinture principale d'astéroïdes.

## Description
(21989) Werntz est un astéroïde de la ceinture principale d'astéroïdes. Il fut découvert le 5 décembre 1999 à Socorro (Nouveau-Mexique) par le projet LINEAR. Il présente une orbite caractérisée par un demi-grand axe de 3,12 UA, une excentricité de 0,17 et une inclinaison de 3,8° par rapport à l'écliptique.

## Compléments